# Vụ bê bối sữa Trung Quốc năm 2008

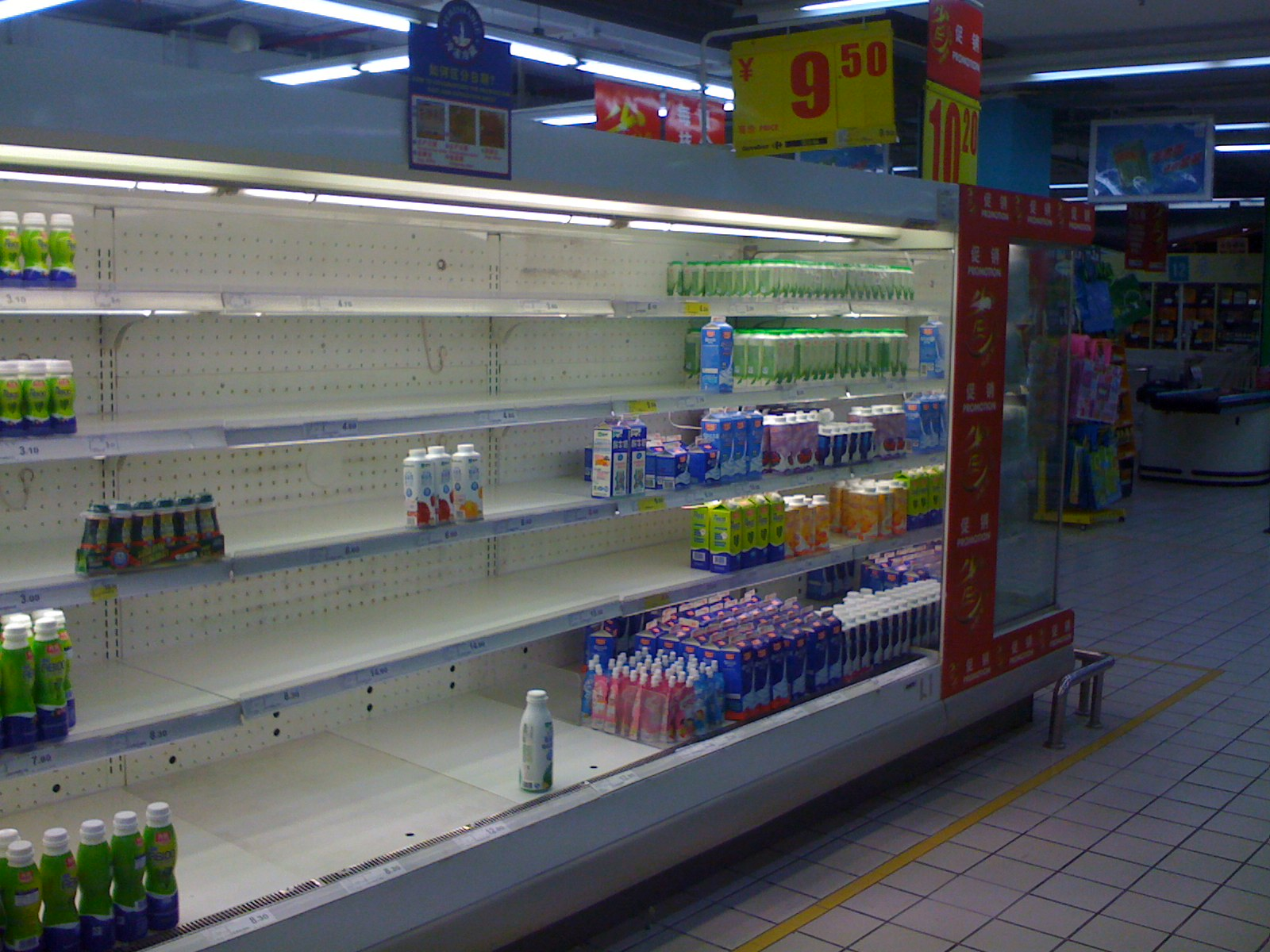
Các ngăn hàng rỗng tại một siêu thị Trung Quốc do vụ sữa nhiễm bẩn

Vụ bê bối sữa Trung Quốc năm 2008 là một vụ bê bối về an toàn thực phẩm xảy ra tại Cộng hòa Nhân dân Trung Hoa, trong đó sữa và sữa bột trẻ em đã bị lẫn hóa chất melamine. Vụ bê bối này đã ảnh hưởng đến nhiều nước khác bởi các sản phẩm chứa sữa nhiễm bẩn nhập từ Trung Quốc. Đến ngày 22 tháng 9, người ta đã thống kê được gần 53.000 trẻ em đã bị bệnh, hơn 12.800 trẻ phải nằm viện, và 4 trẻ bị chết, với nguyên nhân là sỏi thận và suy thận. Chất hóa học đã được trộn vào sữa để làm cho sữa có vẻ có độ đạm cao hơn. Cũng chất hóa học này đã có liên quan đến chuỗi các vụ thu hồi thức ăn cho thú cảnh vào năm 2007. Trong một vụ khác, sữa chất lượng kém đã gây ra cái chết do suy dinh dưỡng của 13 trẻ sơ sinh tại Trung Quốc năm 2004.
Hiện tượng sữa nhiễm bẩn đã bị phát hiện ở 22 công ty Trung Quốc, trong đó có Sanlu (Tập đoàn Tam Lộc), Mengniu, Yili, và Yashili. Sự kiện này đã gây nên những mối lo ngại về an toàn thực phẩm và tham nhũng chính trị ở Trung Quốc, và gây thiệt hại cho danh tiếng của thực phẩm do Trung Quốc xuất khẩu; ít nhất 11 quốc gia đã ngừng nhập khẩu sản phẩm sữa từ Trung Quốc. Tổ chức Y tế Thế giới coi vụ bê bối này là một trong những sự kiện an toàn thực phẩm lớn nhất mà tổ chức này phải đối phó trong những năm gần đây. Tổ chức này nói rằng khủng hoảng lòng tin của người tiêu dùng Trung Quốc sẽ khó vượt qua.

## Diễn biến vụ việc
Tập đoàn sữa Sanlu (Tam Lộc) đã nhận được những khiếu nại về chất lượng sữa từ tháng 12-2007.Công ty Fonterra sở hữu 43% cổ phần Sanlu đã biết về hiện tượng sữa Sanlu nhiễm độc từ ngày 14/8/2008 và thông báo cho Đại sứ quán New Zealand ở Bắc Kinh.
Tuy nhiên, do không có thông tin đầy đủ, mãi 17 ngày sau đại sứ quán mới báo cho Bộ Thương mại New Zealand.
Thủ tướng New Zealand Helen Clark biết được vụ việc vào ngày 5/9/2008 và lập tức thông báo thẳng cho các cơ quan ở Bắc Kinh. Tuy nhiên mãi đến giữa tháng 9 chính quyền Bắc Kinh mới có động thái phản ứng. Bà Clark đã phê phán Foterra quá chậm trễ trong việc thông tin.